# Gabeba Baderoon
Gabeba Baderoon est une poète et une universitaire sud-africaine née à Port Elizabeth, le 21 février 1969. Elle vit et travaille au Cap, et aux États-Unis, en Pennsylvanie, où elle est enseignante et chercheuse.

## L'éducation
En 1989, elle obtient son Baccalauréat ès Arts de l'Université du Cap, en anglais et en psychologie. En 1991, elle obtient son Honours degree en anglais à l'Université du Cap, puis un Master of Arts en études sur les médias. Le début des années 1990 est marqué en Afrique du Sud par le démantèlement du régime de l'apartheid, un contexte qui a marqué son enfance et son adolescence et qu'elle évoque dans ses poésies, et une transition pacifique vers une démocratie multiraciale,. En 2004, elle termine ses études de doctorat en  sociologie des Médias. Elle travaille ensuite à l'Université de Sheffield, Royaume-Uni, en tant que chercheur invité. Elle y complète également sa thèse intitulée, "Figure oblique : les représentations de l'Islam dans la culture et les Médias Sud-Africains."
Elle devient ensuite Professeur adjoint sur les études des femmes  et études afro-américaines à l'université Penn State, et mène conjointement cette carrière universitaire et la création de poésie.

## Recueils de Poésie
- The Dream in the Next Body  (2005) :
  - Classé parmi les livres remarquables en 2005 par le Sunday Independent, en Afrique du Sud
  - Livre recommandé par le Sunday Times,
- The Museum of Ordinary Life (2005)
- The Silence Before Speaking (2005)
- A hundred silences (2006) :
  - sélectionné pour le prix 2007 de l'Université de Johannesburg
  - 2007 prix Olive Schreiner
- The History of Intimacy[5](2018)

## Prix et aides
- 2005: Prix de poésie sud-africaine Daimler Chrysler[6]
- 2005: Écrivain invité, au Nordic Africa Institute[6]
- 2008: Bourse Civitella Ranieri en Italie[6]
- 2008: Écrivain en Résidence à l'Université de Witwatersrand[6]